# Hullámhossz
A hullámhossz az a távolság, amekkora távolságonként a hullám ismétlődik. Két legközelebbi azonos fázisban lévő pont távolsága. Gyakran a görög lambda (λ) betűvel jelölik.

## Szinuszos hullám

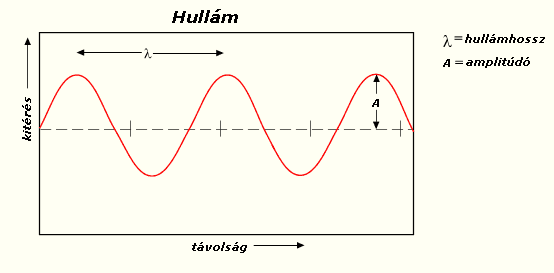
Egy szinuszos hullám pillanatképe

A hullám pillanatképén a vízszintes tengelyen a távolság, a függőleges tengelyen például egy kötélen vagy gumiban kialakuló hullámok esetén kitérés van ábrázolva, de lehet ehelyett légnyomás (hangnál) vagy elektromos, illetve mágneses térerősség (elektromágneses hullámok esetén).
A hullám terjedési sebessége:
{\displaystyle c=\lambda \cdot f},
ahol {\displaystyle \lambda } a hullámhossz és {\displaystyle f} a frekvencia. A frekvencia és a hullámhossz ezek szerint fordítottan arányosak egymással.
A vákuumban terjedő elektromágneses hullám terjedési sebessége, a fénysebesség egy természeti állandó, értéke: 
299 792 458 m/s.
Közelítő értéke: 300 000 km/s = 3·108 m/s , ez jól használható ritka gázok, például normál állapotú levegő esetén is.
A levegőben terjedő hang sebessége (20 °C-on) 343 m/s.

## Anyaghullám: de Broglie hullámhossz
Louis-Victor de Broglie elméleti következtetését, hogy a részecskék (például elektronok) hullámtulajdonsággal is rendelkeznek, kísérletek bizonyították. A hullám hullámhosszát de Broglie-hullámhossznak nevezik, mely a következő összefüggéssel adható meg:
{\displaystyle \lambda ={\frac {h}{p}}={\frac {h}{{m}{v}}}{\sqrt {1-{\frac {v^{2}}{c^{2}}}}}}
ahol: {\displaystyle h} a Planck-állandó, {\displaystyle p} a részecske impulzusa, {\displaystyle m} a részecske (nyugalmi) tömege, {\displaystyle v} a részecske sebessége.